# Josephinia eugeniae
Josephinia eugeniae är en sesamväxtart. Josephinia eugeniae ingår i släktet Josephinia och familjen sesamväxter.

## Underarter
Arten delas in i följande underarter:
- J. e. australis
- J. e. eugeniae
- J. e. occidentalis